# 立陶宛斑潛蠅
立陶宛斑潛蠅（學名：Liriomyza lituanica）是雙翅目潛蠅科斑潛蠅屬的一種昆蟲，由立陶宛昆蟲學家紹柳斯·帕卡尼斯基斯於1992年描述發表。
立陶宛斑潛蠅最初在立陶宛阿馬利艾、卡爾諾格利克什泰與米什基尼艾的溫帶落葉林中被發現，後來也在拉脫維亞、捷克、匈牙利、義大利和瑞士等其他歐洲國家，以及亞洲的北韓被發現。